# Wolfgang Peschorn
Wolfgang Peschorn (ur. 17 maja 1965 w Wiedniu) – austriacki prawnik i urzędnik państwowy, prezes Finanzprokuratur, w latach 2019–2020 minister spraw wewnętrznych.

## Życiorys
Ukończył studia prawnicze na Uniwersytecie Wiedeńskim. W 1991 podjął pracę w Finanzprokuratur, agencji federalnej odpowiadającej za doradztwo prawne i reprezentację interesów państwa w postępowaniach. W 1995 zdał egzamin adwokacki, a w 1997 kolejny egzamin specjalistyczny. W 2006 został powołany na prezesa całej instytucji.
W czerwcu 2019 objął urząd ministra spraw wewnętrznych w technicznym rządzie Brigitte Bierlein. Stanowisko to zajmował do stycznia 2020, powracając następnie do wykonywania obowiązków prezesa Finanzprokuratur.